# Sarah Nambawa
Sarah Nambawa (Kampala, 23 settembre 1985) è un'ex triplista ugandese.

## Biografia
Nata nella capitale dell'Uganda, Nambawa ha intrapreso la carriera atletica da giovane nel salto triplo proseguendo alla Middle Tennessee State University negli Stati Uniti, da cui viene ingaggiata per competere ai campionati NCAA.
Dal 2009 ha rappresentato a livello internazionale lo stato africano natale prendendo parte alle Universiadi del 2009, vincendo in due occasioni la medaglia d'oro ai Campionati africani e partecipando a due edizioni dei Mondiali, senza avanzare alla fase finale.

## Palmarès
| Anno | Manifestazione          | Sede        | Evento         | Risultato | Prestazione | Note             |
| ---- | ----------------------- | ----------- | -------------- | --------- | ----------- | ---------------- |
| 2009 | Universiadi             | Belgrado    | Salto in lungo | 11ª       | 6,06 m      |                  |
| 2009 | Universiadi             | Belgrado    | Salto triplo   | 6ª        | 13,58 m     |                  |
| 2010 | Campionati africani     | Nairobi     | Salto triplo   | Oro       | 13,95 m     | Record nazionale |
| 2010 | Giochi del Commonwealth | Nuova Delhi | Salto triplo   | 5ª        | 13,71 m     |                  |
| 2011 | Mondiali                | Taegu       | Salto triplo   | 33ª (q)   | 13,22 m     |                  |
| 2012 | Campionati africani     | Porto-Novo  | Salto triplo   | Oro       | 13,90 m     |                  |
| 2013 | Mondiali                | Mosca       | Salto triplo   | 20ª (q)   | 13,31 m     |                  |